# Hladna nežnost
Hladna nežnost è un singolo della cantante bulgara Andrea, pubblicato il 6 aprile 2007 come terzo estratto dall'album in studio Ogan v kravta.

## Video musicale
Nel videoclip, diretto da Ljusi Ilarionov, prende parte il pugile Kubrat Pulev.